# Odma zaotrzewnowa
Odma zaotrzewnowa - to radiologiczna metoda diagnostyczna, obecnie o historycznym znaczeniu, polegająca na wprowadzeniu około 1000 ml powietrza lub tlenu do przestrzeni zaotrzewnowej celem uwidocznienia nerek.
Igłą wkłutą przez skórę krocza (inne drogi wprowadzenia igły - nadłonowa i lędźwiowa) podawało się powietrze, które następnie rozprzestrzeniało się równomiernie w całej przestrzeni zaotrzewnowej i wówczas uzyskiwało się bardzo dobrą widoczność zarysów nerek podczas wykonania badania radiologicznego.
Obecnie w dobie badań tomograficznych nie wykonuje się już odmy zaotrzewnowej.

Przeczytaj ostrzeżenie dotyczące informacji medycznych i pokrewnych zamieszczonych w Wikipedii.